# Al-Farabi

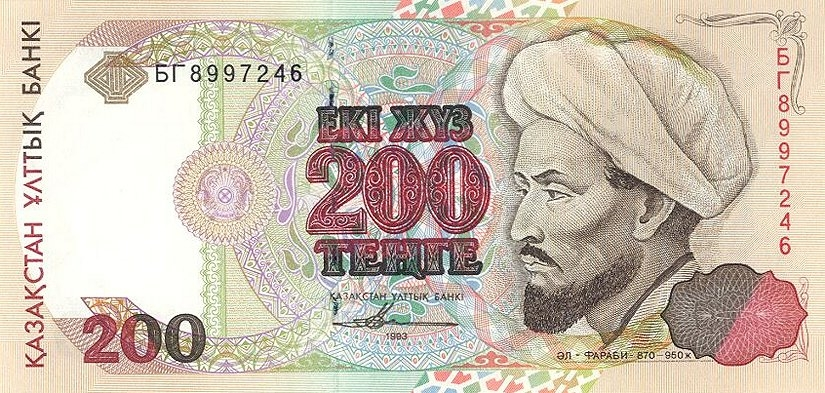
Al-Farabi pe o bancnotă din Kazahstan

Abū Nasr Muhammad ibn al-Farakh al-Fārābi (în turcă, Farabi) sau Abū Nasr al-Fārābi (după alte surse cunoscut ca Muhammad ibn Muhammad ibn Tarkhan ibn Uzlagh al-Farabi ( أبو نصر محمد بن محمد بن أوزلغ الفارابي ) (n. c. 872 - d. între 14 decembrie 950 și 12 ianuarie 951) a fost savant turc de limbă arabă, unul dintre cei mai mari filozofi și oameni de știință ai lumii islamice. Domeniile în care s-a afirmat sunt diverse: matematică, filozofie, cosmologie, logică, muzică, psihologie, sociologie.
S-a născut lângă Faraba (de unde îi vine și numele), într-o familie turcă aristocrată și a murit la Damasc.

## Contribuții științifice
A propus clasificarea științelor în cinci ramuri:
- lingvistica și filozofia
- logica
- științele matematice și astronomia
- fizica și metafizica
- științele politice, juridice și teologice.

În comentariile sale la operele lui Aristotel, Ptolemeu, Euclid, pe care le-a tradus, a abordat și noțiuni de aritmetică și geometrie.
De asemenea, Al-Farabi s-a ocupat cu probleme privind mișcarea, timpul, forțele, centrul de greutate.

## Concepții filozofice
Al-Farabi s-a ocupat și de filozofie, logică și metafizică.
A avut ca discipol pe Avicenna și ca rival pe Averroes.
A fost un mare filozof idealist al epocii sale, dar a avut și unele idei materialiste.
Pentru concepțiile sale privind caracterul etern al universului, a intrat în conflict cu teologia islamică.
A fost unul dintre primii popularizatori ai filozofiei Greciei antice în Orient, unde a promovat în special doctrina lui Aristotel.

## Posteritatea
Lucrările sale au fost traduse în mai multe limbi și au exercitat o oarecare influență asupra culturii europene de mai târziu.
Astfel, în 1892, a fost tradus în germană de către orientalistul Friedrich Dieterici.
Un alt mare savant islamic influențat de al-Farabi a fost Omar Khayyám.